# Levyclaudita
La levyclaudita és un mineral de la classe dels sulfurs que pertany al grup de la cilindrita. Rep el nom en honor de Claude Levy de la Universitat de París VI, en reconeixement de les seves contribucions a la mineralogia dels sulfurs complexos.

## Característiques
La levyclaudita és una sulfosal de fórmula química Pb₈Sn₇Cu₃(Bi,Sb)₃S₂₈. Es tracta d'una espècie aprovada per l'Associació Mineralògica Internacional i publicada per primera vegada el 1990. La seva duresa a l'escala de Mohs es troba entre 2,5 i 3.
Segons la classificació de Nickel-Strunz, la levyclaudita pertany a «02.HF: Sulfosals de l'arquetip SnS, amb SnS i unitats d'estructura de l'arquetip PbS» juntament amb els següents minerals: vrbaïta, cilindrita, franckeïta, incaïta, potosiïta, coiraïta, abramovita i lengenbachita.

## Formació i jaciments
Va ser descoberta a la mina Agios Philippos, situada a les mines de Kirki, a Evros (Macedònia Oriental i Tràcia, Grècia). Es tracta de l'únic indret de tot el planeta on ha estat descrita aquesta espècie mineral.